# Сато, Рюносукэ
Рюносукэ Сато (яп. 佐藤 龍之介; 16 октября 2006) — японский футболист, полузащитник клуба «Токио» и сборной Японии. Выступает на правах аренды за клуб «Фаджано Окаяма».

## Клубная карьера
Воспитанник футбольной академии клуба «Токио». В феврале 2024 года подписал с клубом свой первый профессиональный контракт. 21 апреля 2024 года дебютировал в основном составе «Токио» в матче Джей-лиги 1 против клуба «Матида Зельвия».
В январе 2025 года отправился в сезонную аренду в клуб «Фаджано Окаяма». 8 марта 2025 года дебютировал за клуб в матче Джей-лиги 1 против клуба «Урава Ред Даймондс». 2 апреля 2025 года забил первый в своей профессиональной карьере гол в матче против клуба «Сересо Осака».

## Карьера в сборной
Выступал за сборные Японии до 16, до 17, до 18 и до 20 лет.
В 2023 году выиграл Кубок Азии до 17 лет, который прошёл в Таиланде. На турнире забил два гола в матчах против сборных Вьетнама и Ирана. В том же году сыграл на юношеском чемпионате мира в Индонезии.

## Достижения
Сборная Японии (до 17 лет)
- Чемпион Азии до 17 лет: 2023